# Яр Нетязний
Яр Нетязний (рос. Яр Нетязный) — балка (річка) в Україні у Золочівському районі Харківської області. Ліва притока річки Уди (басейн Азовського моря).

## Опис
Довжина балки приблизно 6,32 км, найкоротша відстань між витоком і гирлом — 5,69 км, коефіцієнт звивистості річки — 1,11. Формується декількома балками та загатами.

## Розташування
Бере початок на північно-західній стороні від села Маслії. Тече переважно на північний захід і на південно-західній стороні від села Довжик впадає у річку Уду, праву притоку Сіверського Дінця.
Населені пункти вздовж берегової смуги: Жовтневе, Маяк.

## Цікаві факти
- Біля витоку балки на східній стороні на відстані приблизно 2,32 км пролягає автошлях Т 2103[2] (територіальний автомобільний шлях в Україні, Харків — Дергачі — Золочів — пункт контролю Олександрівка. Проходить територією Дергачівського і Золочівського районів Харківської області.).
- У минулому столітті на лівому березі балки в селі Маяк були газгольдер і газова свердловина[3].